# St. Peter (Graz)
St. Peter è l'ottavo distretto di Graz, capoluogo della Stiria.
Venne creato nel 1938, unendo i precedenti villaggi di St. Peter, Messendorf (documentato fin dal 1233), Neufeld, Peterstal e Petersbergen.
L'edificio più importante del distretto è la chiesa di San Pietro, costruita a partire dal XVI secolo prevalentemente in stile gotico e dedicata al culto cattolico.